# Кадијуђа (Трапани)
Кадијуђа је насеље у Италији у округу Трапани, региону Сицилија.
Према процени из 2011. у насељу је живело 14 становника. Насеље се налази на надморској висини од 149 м.